# Burgers-Eerste Nederlandsche Rijwielfabriek
Burgers-Eerste Nederlandsche Rijwielfabriek war der erste niederländische Hersteller von Fahrrädern. Später produzierte das Unternehmen auch Motorräder und Automobile.

## Geschichte

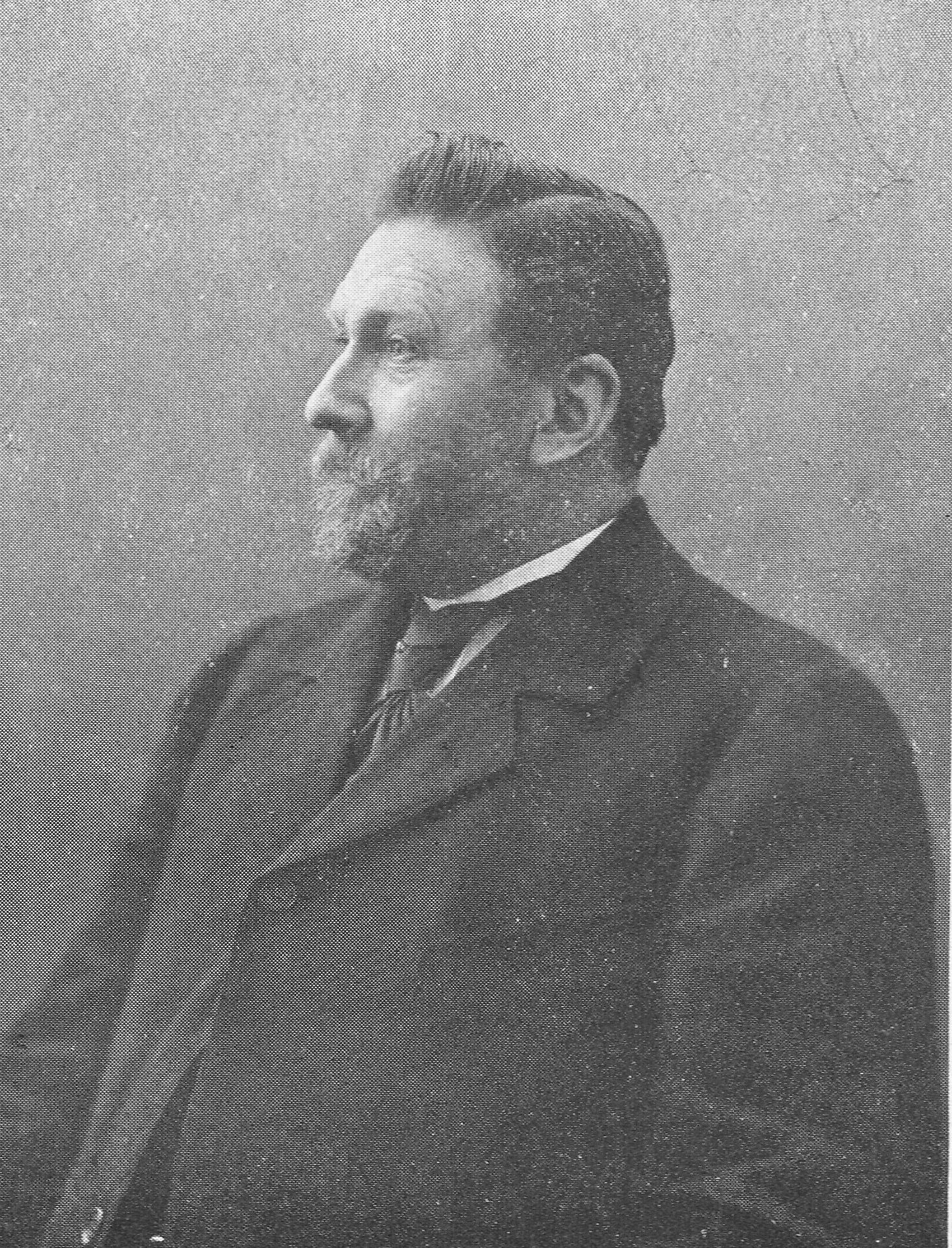
Hendricus Burgers

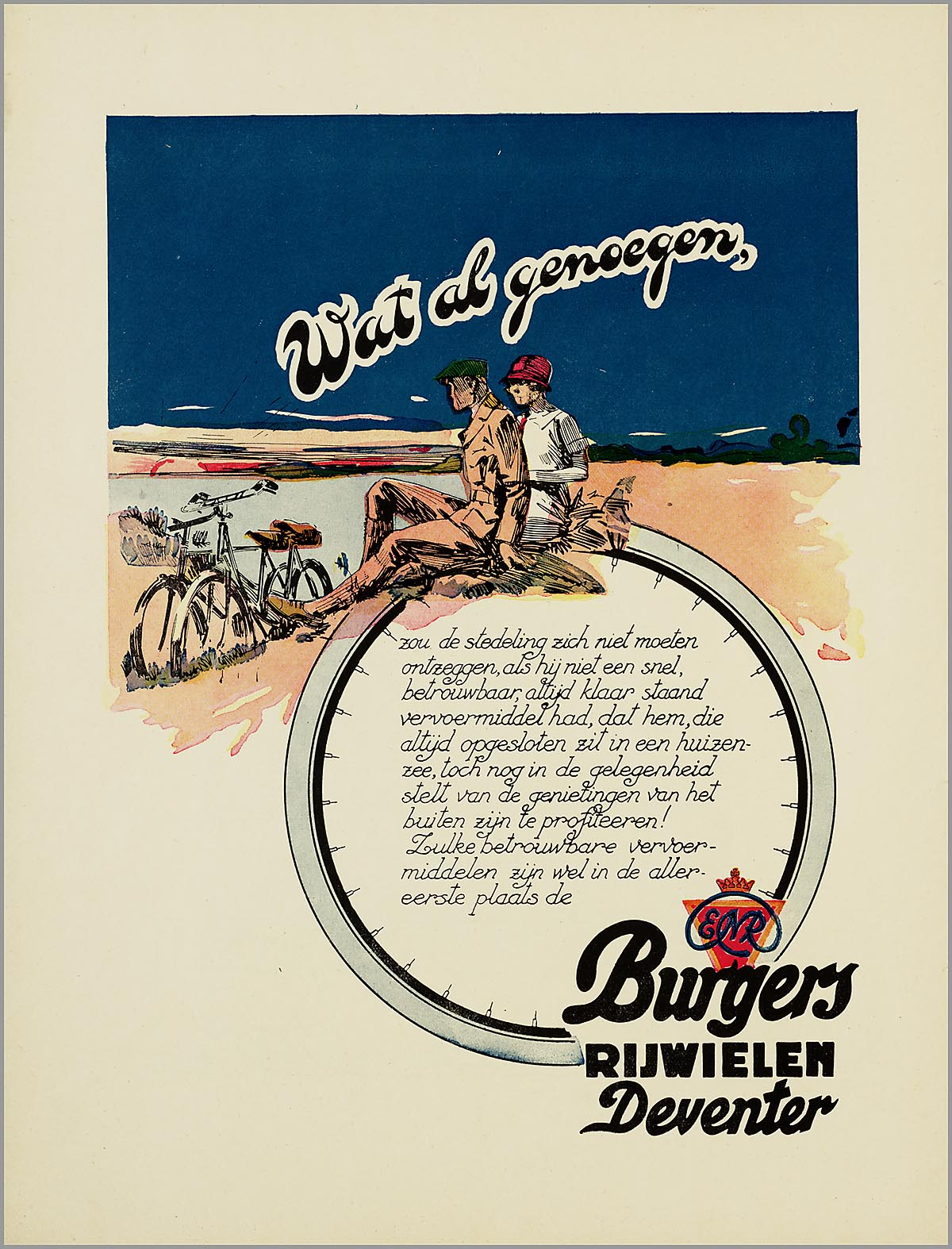
Werbung (1913/14)

### Die Anfänge
Gründer des Unternehmens war der Schmied Hendricus Burgers (1843–1903), dessen Vater denselben Beruf hatte. 1869 kaufte er sich ein Velociped von Pierre Michaux, nachdem ihm zuvor ein auswärtiger Besucher eine Abbildung davon gezeigt hatte. Er erwarb sein Velociped bei einer Firma Müller in Stuttgart oder bei H.H. Timmer in Amsterdam. Damit unternahm der damals 26-Jährige am Stadtrand von Deventer abendliche Fahrversuche, sehr zum Amüsement seiner Mitbürger. Er selbst sah eine große Zukunft in dieser „Maschine“. 1870 errichtete er Burgers-Eerste Nederlandsche Rijwielfabriek, die erste Fahrradproduktion in den Niederlanden. In den ersten Jahren baute das Unternehmen Velocipede aus Holz. Wichtigste Kunden waren anfangs die Lehrlinge der drei Berufsschulen in Deventer. Auch der Velociped-Club De Zwaluw, der 1872 in Rotterdam gegründet worden war, zählte wahrscheinlich zu seinen Abnehmern. 1872 ging Burgers dazu über, die Räder nach englischem Vorbild aus Stahl fertigen zu lassen.

### Neuordnung
Die Verkaufszahlen entwickelten sich derartig positiv, dass Burgers beschloss, ein neues, modernes Fabrikgebäude errichten zu lassen. Am 15. Mai 1896 wurde das Unternehmen umfirmiert und erhielt nun den Namen NV Eerste Nederlandsche Rijwiel- en Machinefabriek voorheen H. Burgers. Das Startkapital umfasste 400.000 Gulden. Die neue Fabrik, mit modernsten Maschinen ausgestattet, wurde am 1. Januar 1897 in Betrieb genommen und hatte eine Kapazität von 5000 bis 6000 Rädern im Jahre. Schon im selben Jahr war das Unternehmen in 142 Verkaufsstellen vertreten; 1909 gab es 15 Filialen und 400 Verkaufsstellen. Nach 1898 trat der frühere Berufsfahrer Maarten Kingma in das Unternehmen ein und eröffnete eine Filiale in Amsterdam. Er hatte seine Rennen auf Rädern von Burgers bestritten, und sein Konterfei diente nun der Werbung. Zum Zeitpunkt des Todes des Firmengründers im Jahre 1903 hatte das Unternehmen rund 250 Mitarbeiter.

### Nach dem Tod des Firmengründers
1909 trat Gerard W.J. Kilsdonk als Direktor in das Unternehmen ein und führte es bis 1945. Nach dem Ende des Zweiten Weltkriegs wurde er inhaftiert, weil er Mitglied der niederländischen nationalsozialistischen Bewegung NSB gewesen war. Das Unternehmen wurde für einige Jahre vom Nederlandse Beheersinstituut verwaltet. In der Folge verlor Burgers den Anschluss an die technische Entwicklung und wurde von den Konkurrenten überflügelt. 1961 wurde Insolvenz angemeldet.

### Weitere Produkte
Burgers vertrieb nicht nur Fahrräder, sondern weitere Produkte wie etwa Fleischschneidemaschinen, Nähmaschinen und Mopeds, die aber nicht alle vom Unternehmen selbst produziert wurden.
1899 kam das erste Automobil von Burgers auf den Markt. Das Unternehmen fertigte vor allem dreirädrige Automobile mit Motoren von De Dion-Bouton, die es auch vertrieb. Die Kleinwagen verfügten über Einbaumotoren verschiedener Hersteller wie Blackburne, De Dion-Bouton, Fafnir, J.A.P. und Minerva. In einem Dreirad von 1900 kam ein eigener Motor zum Einsatz. 1906 endete die Automobilproduktion vorerst. 1907 begann der wenig erfolgreiche Import von Fahrzeugen der Star Motor Company und Stuart. 1952 verlief der Versuch, mit der Lizenzfertigung von Modellen von Brütsch wieder Kraftfahrzeuge herzustellen, erfolglos.